# 혼조촌 (오이타현)
혼조촌(本匠村)은 오이타현 남동부에 있던 촌이다.

## 역사
- 1955년 6월 1일 - 2개의 촌이 홉수합병에 의해 혼조촌이 성립하였다.
- 2005년 3월 3일 - 사에키시와 미나미아마베군 5정 3촌이 신설합병해, 새롭게 사이키시가 탄생하였다.